# 卑猥な像を持った微笑む娼婦
『卑猥な像を持った微笑む娼婦』(ひわいなぞうをもったほほえむしょうふ、英: Smiling Girl, a Courtesan, Holding an Obscene Image) 、または『メダルを持つ若い女性』(メダルをもつわかいじょせい、蘭: Jonge vrouw met een medaillon, 英: Young Woman with a Medallion) は、17世紀オランダ絵画黄金時代の画家ヘラルト・ファン・ホントホルストが1625年にキャンバス上に油彩で描いた絵画である。現在、セントルイス美術館に所蔵され、236番ギャラリーに展示されている。

## 作品

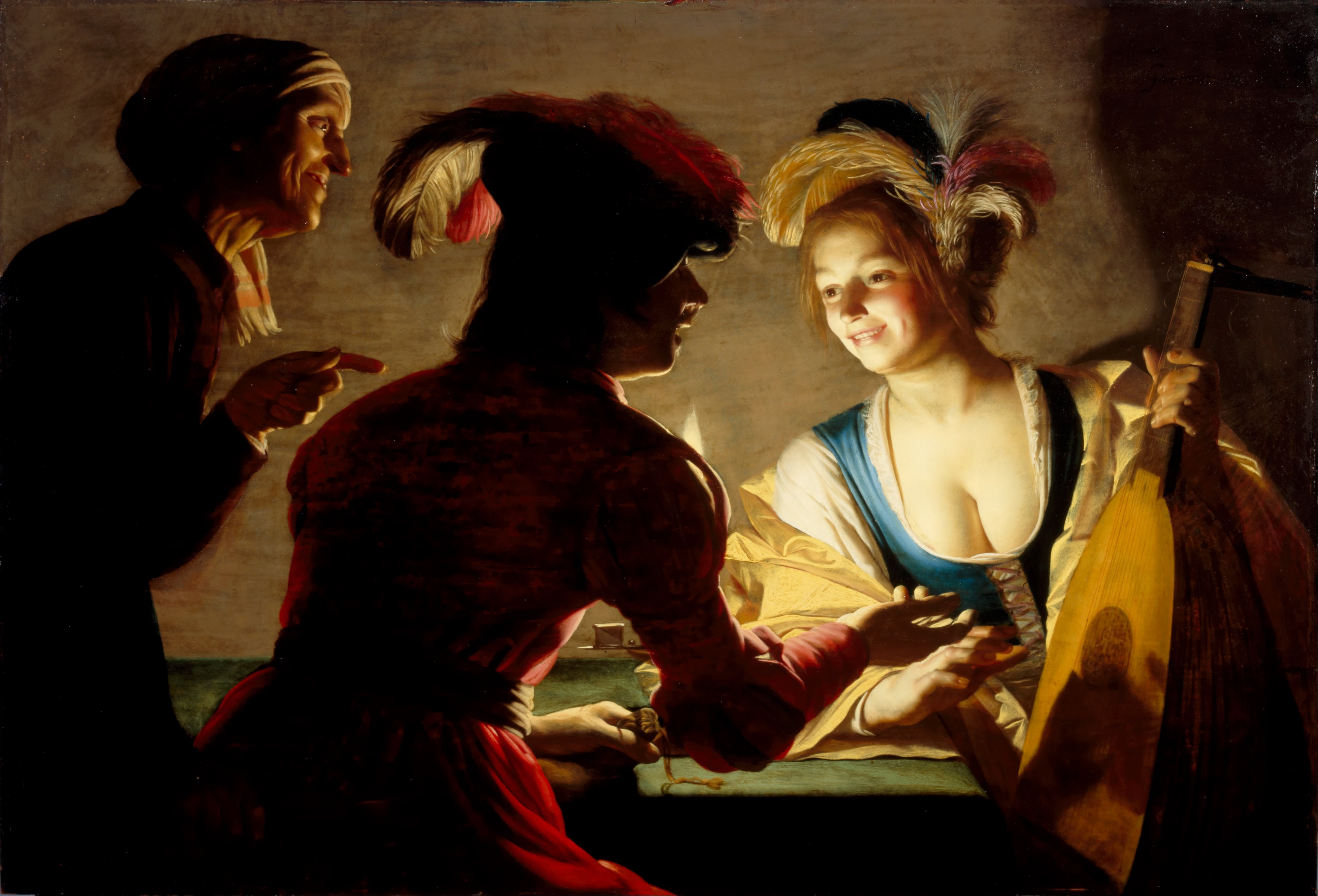
ヘラルト・ファン・ホントホルスト
『取り持ち女』（1625年）、ユトレヒト中央美術館、ユトレヒト

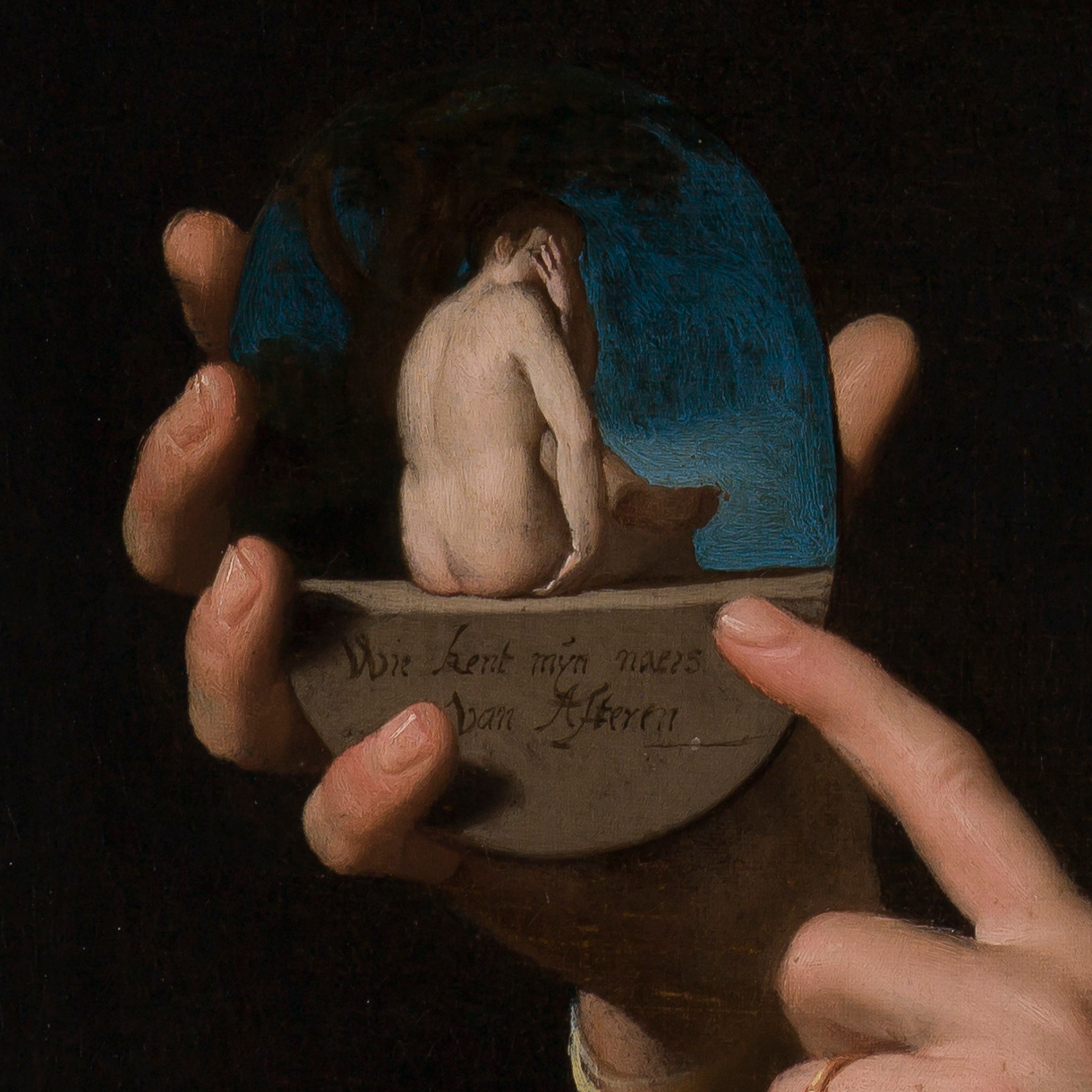
部分

作品は、一見して微笑む若い女性を描いているだけのように見える。しかし、実際に描かれているのは娼婦の肖像画で、彼女は金色と赤色の衣服を纏い、掲げているメダルを指差している。メダルには、座っている女性、おそらく手で顔を隠している娼婦自身の姿が表されており、オランダ語で「Wie kent mĳn naers van Afteren (誰が後ろから私のお尻だとわかる)』という銘文が記されている。彼女はおそらく自身の商売を宣伝するためにこのメダルを用いているが、こうしたメダルの使用は、八十年戦争当時のオランダの性風俗産業において一般的な慣わしであった。
なお、画中の女性モデルは、同年に描かれた『取り持ち女』 (ユトレヒト中央美術館) と同じであると考えられている。

## 様式
ファン・ホントホルストは、1620年にイタリアからユトレヒトに戻って数年後にこの肖像を描いた。作品は、様式的に、とりわけキアロスクーロの使用において明らかにイタリアの巨匠カラヴァッジョの影響を示している。強い光に照らされた女性の顔と胸の谷間は、完全に暗い背景とコントラストをなしている。非常に巧みな影の使用とバランスの取れた色彩による構図を通して、ファン・ホントホルストは三次元性と存在感を創造しており、彼に特徴的な粗野さのない優美さとともに、非常にリアルな感覚を生みだしている。画家として、ファン・ホントホルストはユトレヒト・カラヴァッジョ派の1人であるが、この作品はその典型的な例である。

## 来歴
1765年、本作は、デン・ハーグのG・ファン・オーストルム (G. Van Oostrum) のコレクションの競売で売却された。後に、第2代クレイヴン伯爵ウィリアム・クレイヴンの所有となり、イングランドのコヴェントリーにあるクーム・アビーに所蔵された。次いで、美術商コルナーギ&スコットに購入された。1864年までに、作品はロンドンのジョン・アンソニー・スコット (John Anthony Scott) と彼の母キャロライン・コルナーギ (Caroline Colnaghi) に相続された。1922年まではヘレフォードのチャールズ・ルーツ (Charles Roots) の所有であったが、同年、W・J・デイヴィーズ (W. J. Davies) に売却された。この時点で、以前には不明であった画家名が特定された。1929年に作品をデイヴィーズからグレヴィル・フィリップス (Greville Phillips) が相続し、1931年までにベイリアル (Baliol) のコレクションに入った。その後、フランシス・A・ドレイ (Francis A. Drey) などに所有され、1954年までにロサンゼルスのアドルフ・ロウィ株式会社 (Adolph Loewi, Inc.) の所有となったが、この会社からセントルイス美術館が作品を購入した。